# Kattenpomp

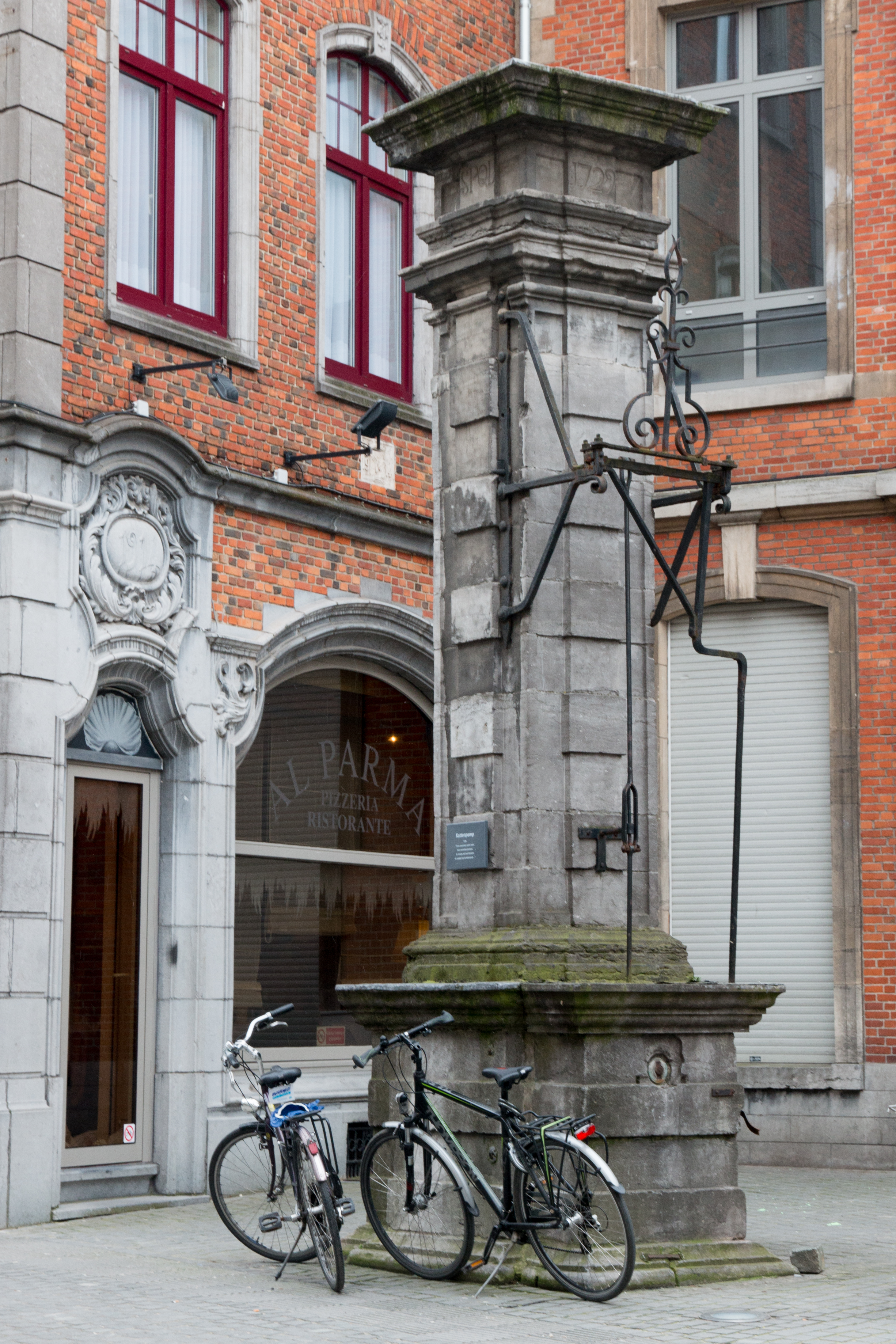

De Kattenpomp, ook wel Cattenpomp of De Gulden Fonteyne genoemd, is een waterpomp buiten gebruik op de hoek van de Charles Deberiotstraat en de Tiensestraat in de Belgische stad Leuven. Het is een arduinen, rechthoekige pomp met een waterbekken en koperen kraan aan de noordzijde en een smeedijzeren pomparm met leliemotief. Ze dateert uit 1729. Op een zijde van de pomp hangt een bord met de tekst: "Twee emmerkes water halen, twee emmerkes pompen, de meisjes met hun klompen, de meisjes van de kattestraat…", wat een variant is op het Vlaamse volksliedje Twee emmertjes water halen. De pomp dankt zijn naam aan de Kattestraat, die hernoemd werd naar de Charles Deberiotstraat.